# NGC 2228
NGC 2228 ist eine linsenförmige Galaxie vom Hubble-Typ SB0 im Sternbild Dorado am Südsternhimmel. Sie ist schätzungsweise 315 Millionen Lichtjahre von der Milchstraße entfernt und hat einen Durchmesser von etwa 75.000 Lj.

Im selben Himmelsareal befinden sich u. a. die Galaxien NGC 2229, NGC 2230, NGC 2233, NGC 2235.
Das Objekt wurde am 31. Januar 1835 von John Herschel entdeckt.